# Diéthyléthérate de trifluorure de bore
Le diéthyléthérate de trifluorure de bore est un composé chimique de formule BF3·O(CH3CH2)2, souvent abrégée BF3·OEt2. Il s'agit d'un complexe constitué d'éther diéthylique CH3CH2OCH2CH3 agissant comme base de Lewis donneuse d'électrons coordonné à du trifluorure de bore BF3 agissant comme acide de Lewis accepteur d'électrons. Il se présente sous la forme d'un liquide jaune corrosif et très inflammable à l'odeur piquante qui fume dans l'air sous l'effet de son hydrolyse. Il présente un atome de bore tétraédrique coordonné à un ligand éther diéthylique. On en connaît de nombreux analogues, dont un complexe à base de méthanol.
Il peut être obtenu en faisant réagir du BF3 avec du (CH3CH2)2O anhydre en phase gazeuse. Il est utilisé dans les réactions de Friedel-Crafts, et plus généralement comme source de BF3 dans de nombreuses réactions chimiques qui requièrent un acide de Lewis.
Le diéthyléthérate de trifluorure de bore est utilisé comme réactif de dépolymérisation pour le recyclage des silicones. La dépolymérisation permet de récupérer les monomères d'un polymère afin de les utiliser pour la production d'autres matériaux.